# Kredietbeschermingsverzekering
De Kredietbeschermingsverzekering of betalingsbeschermingsverzekering is een verzekering die naast een krediet wordt afgesloten om betaling van (een deel van) de hoofdsom (bij overlijden of ongeval) of de maandlast (bij ziekte, arbeidsongeschiktheid of werkloosheid) zeker te stellen.
Deze vorm van verzekeren is in de jaren 30 in de VS ontwikkeld. In de Angelsaksische landen was de kredietbeschermingsverzekering populair in combinatie met persoonlijke leningen en autofinancieringen. In de jaren 80 is deze verzekering naar Nederland overgewaaid. Uit de kredietbeschermingsverzekering werd eind jaren 90 de woonlastenverzekering ontwikkeld.
Een kredietbeschermingsverzekering werd over het algemeen afgesloten tegen koopsom, waarbij de koopsom meegefinancierd werd in de kredietovereenkomst. Dat de koopsom hoog was, kwam niet alleen door de relatief hoge kosten in de vaak kleine verzekeringen, maar ook door de zeer hoge provisies. In 2009 kwamen de verzekering in opspraak door de hoge provisies. Sinds de invoering van provisietransparantie, eveneens in 2009, worden deze verzekeringen nauwelijks meer verkocht.
De kredietbeschermingsverzekeringen werden aanvankelijk veel verkocht door de traditionele kredietbemiddelaars (zoals DSB, AFAB, HCB en VDZ), maar ook de hypotheekketens (zoals De Hypotheker, Hypotheekshop, Hypotheekvisie, Huis & Hypotheek) en grote banken (Rabobank, ING, ABN AMRO, Fortis, SNS) bleken later te werken met hoge provisies.
De kredietbeschermingsverzekering staat vooral bekend om zijn nadelen:
- hoge koopsom
- hoge provisie
- géén of slechte terugbetalingsregeling bij voortijdige beëindiging
- veel uitsluitingen in de voorwaarden, waardoor weinig claims toegekend worden.